# Château de Franchimont
Pour les articles homonymes, voir Franchimont (homonymie).
Le château de Franchimont est un château fort situé en Wallonie dans la commune belge de Theux en province de Liège. Ce château médiéval du XIe siècle fut construit sur un éperon contrôlant la vallée de la Hoëgne et fut un élément important de la défense de la principauté de Liège. Il fut amélioré au cours des siècles, mais finalement démilitarisé au XVIIe siècle.

## Aujourd'hui
En août 2019 - et ce depuis 50 ans - le château est ouvert au public. Depuis 1967 ce sont les compagnons de Franchimont qui rénovent les lieux, les déblayent et rénovent la bâtisse. Le château peut être visité d' avril à octobre en journée. Des animations ou anniversaires peuvent également s'y dérouler sous réservation.

## Histoire
Il fut construit après que l'évêque de Liège ayant reçu le pouvoir comtal sur une partie de son diocèse eut le pouvoir mais aussi la nécessité de fortifier.
Le cœur du château était constitué d'un gros donjon rectangulaire (date d'érection estimée au milieu du XIVe siècle) dont l'un des petits côtés, dirigé du côté présumé de l'attaque, était renforcé d'un éperon flanqué de deux tourelles pleines. À cet endroit, l'épaisseur du mur atteignait sept mètres, valeur considérable pour une construction médiévale. En enfilade derrière cette sorte de "mur-bouclier", s'alignaient des logis. Le mur à éperon et les logis formaient un ensemble pentagonal massif et de grandes dimensions qu'il convient de désigner sous le nom de donjon. Il n'existe que de très rares exemplaires de tels donjons pentagonaux garnis d'un éperon encadré de deux tourelles.
La forteresse de Franchimont faisait partie du système de défense de la principauté de Liège et du diocèse de Liège mis en œuvre dès le Xe siècle. Les autres places fortes du pays de Liège sont sur les marches de l'ouest Fosses et Thuin, au sud Bouillon ; Franchimont lui se situe à l'est. À ces places fortes, il faut ajouter les fortifications urbaines de Liège, Dinant, Huy.
Au départ, il s'agissait d'une simple et austère caserne que l'on renforça au cours du temps pour faire face à la modernisation de l'artillerie. Sa principale et dernière amélioration date du début du XVIe siècle règne d'Érard de La Marck ; après cela les progrès de l'artillerie auraient permis de bombarder ses toitures depuis les collines voisines et on abandonna son utilisation défensive.
Le château était le siège du marquisat de Franchimont. Il fut l'unique prison pour les cinq bans du marquisat jusqu'à la fin de l'Ancien Régime.
On doit la ruine de l'édifice à son exploitation comme carrière de pierre au début du XIXe siècle.

## Chronologie
(janvier 2014).

### DuXIeauXIIIesiècle
- Milieu XIe siècle : Construction du premier château de Franchimont.

- 1155 : le 24 juillet, le pape Adrien confirme dans un acte les diverses possessions de l'Evêché de Liège. C'est la première mention écrite du château de Franchimont par le nom de CASTRUM FRANCHIERMONT[2]. On suppose[Qui ?] que le nom Franchimont provient du nom de la colline sur lequel il est bâti : le mont Frankar. Le 7 septembre 1155, l'empereur Frédéric 1er Barberousse confirme les dons effectués, et dans cet acte de confirmation on retrouve à nouveau le nom de Franchimont: "CASTRUM FRANCHIERMONT cum omnibus pertinentiis suis"[2].

- Fin du XIIe siècle : Albert de Cuyck et Simon de Limbourg se disputent la charge de Prince-évêque de Liège. Le duc de Brabant soutient Simon de Limbourg, qui occupera le château dès 1194 et jusqu’à ce que le débat soit tranché par le pape en faveur d’Albert de Cuyck en 1195[2].

- 1236 : Waleran de Limbourg-Montjoie, sire de Fauquemont et de Montjoie, frère de Henri, duc de Limbourg[2], entre en conflit avec son ancien maître, le prince-évêque Jean d'Eppes et envahit Franchimont. Les habitants de Theux étaient à l'époque en désaccord avec les gens des marches de la province de Luxembourg. Waleran profite de cette situation: il prend parti pour les Luxembourgeois et conquiert les terres du marquisat. Il incendie le village de Theux, le 2 septembre 1237, ravage les environs et détruit partiellement le château[2].

- 1285 : Henri de Gueldre, ancien évêque destitué et devenu chef d'une bande de pillards, est tué au pied du château, à la tête de ses pillards.

### DuXIIIesiècleà 1505
- XIVe siècle :  on signale de nombreuses joutes et festins au château ; il devient également un refuge pour les princes-évêques lorsque leurs sujets se révoltent.

- Début du XIVe siècle : éclate la guerre des Awans et des Waroux. Le prince-évêque Adolphe de La Marck fortifie le château pour se protéger de ses sujets.

- 1348 :  le prince-évêque Engelbert III de La Marck en conflit avec ses sujets doit soutenir un siège à Franchimont.

- 1468 : épopée des 600 Franchimontois. Les Liégeois sont révoltés contre le prince-évêque Louis de Bourbon, qui reçoit l'aide de Charles le Téméraire, duc de Bourgogne, et du roi de France Louis XI, précédemment allié des Liégeois. Philippe de Commynes, le chroniqueur, parle de 600 hommes de Franchimont venus nuitamment à Liège dans le but de tuer le duc et le roi qui campaient sur les hauteurs de la ville (Sainte Walburge). Mais cet événement n'a qu'un lointain rapport avec le château car le terme "franchimontois" peut désigner le marquisat ou encore les gardes de la ville de Liège, qu'une tradition pourrait nommer "franchimontois" car à une époque antérieure les soldats ayant la garde de Liège étaient recrutés ou formés au château-caserne de Franchimont. Après l'échec des Franchimontois, Charles se vengea et entre autres choses, le perron de Theux fut détruit; mais le château, qui était du parti du prince, ne subit aucun dégât.

- 1477 : le château de Franchimont est engagé par le prince évêque Louis de Bourbon, au seigneur Guillaume de La Marck contre un prêt de 4 000 florins. Louis de Bourbon pense ainsi gagner l'amitié de Guillaume, mais celui-ci brave l'autorité du prince et renforce sa puissance militaire et fortifie Franchimont. Cette année 1477, Johan Thomson dit de Theux, fils de Thomas de Juslenville et Marie Molle, est chatelain et gouverneur de Franchimont[3].

- 1482 : Guillaume de La Marck tue Louis de Bourbon.

- 1485 : Guillaume de La Marck est assassiné ; son successeur, Jean de La Marck, continue la lutte contre Jean de Hornes, le nouveau prince-évêque.

- 1504 : les hostilités prennent fin et un pacte de rachat de la châtellenie par le prince-évêque est conclu.

- 1505 : arrivée d'Érard de La Marck sur le trône épiscopal. La sécurité du territoire est une de ses préoccupations majeures. Il ordonne de grands travaux dans les places fortes de la Principauté dont Liège elle-même, Huy, Bouillon, Couvin. Il agrandit, améliore et renforce considérablement le château de Franchimont dont il fait une forteresse réputée imprenable et certainement la plus puissante de la principauté de Liège. De cette époque date la grande enceinte pentagonale flanquée de quatre casemates basses et d'une tour d'artillerie. La tour d'artillerie était d'un diamètre considérable et ses murs avaient une épaisseur tout aussi importante (environ 8 mètres). Implantée sur la face de la forteresse la plus vulnérable, elle contrôlait également l'entrée de cette dernière puisque le cheminement d'accès menant à l'intérieur du château traversait cette grosse tour de part en part. De cette remarquable construction, il ne demeure de nos jours qu'une partie des maçonneries. Quant aux casemates basses positionnées aux angles extérieurs du pentagone, tout au pied des remparts, la terminologie militaire des XVe et XVIe siècles les désignait sous le nom de « moineaux ». On y accédait, depuis l'intérieur de la forteresse, par des couloirs souterrains à l'abri eux aussi des boulets de l'assiégeant. Ces « moineaux » aux murs épais percés de petites canonnières et couverts d'une solide toiture de maçonnerie permettaient la défense rapprochée de l'enceinte. Leur très faible hauteur par rapport au sol environnant était censée les protéger des coups directs d'artillerie de l'assaillant. Il subsiste peu d'exemplaires de ces moineaux de la fin du Moyen Âge ; citons : l'enceinte urbaine de Metz, la Tour Munot à Schaffhouse (Suisse), le château de Bonaguil (Lot-et-Garonne), celui de Bridoré (Maine-et-Loire) et celui de Montcornet (Ardennes françaises). Montrer aux visiteurs un répertoire assez complet de ce qu'était l'architecture militaire du XVIe siècle est un des intérêts majeurs qu'offre le château de Franchimont. Le système défensif de Franchimont ne fut plus modifié par la suite. Le grand donjon médiéval fut toutefois amélioré pour le rendre plus confortable: de nombreuses fenêtres furent percées dans ses murs, une nouvelle chapelle fut édifiée ainsi que des cuisines, une tour de latrines et une galerie Renaissance.

### 1500 à l'abandon (1700-1800)
- Seconde moitié du XVIe siècle : Les guerres de religion font rage dans la région. Le château se dégrade. Il sert d'accueil et de refuge pour les personnalités se rendant aux eaux de Spa.

- 1589 : Alexandre Farnèse, entre autres, y est reçu par le prince-évêque Ernest de Bavière (1554-1612).

- 1595 : Juste Lipse et le nonce apostolique Malvasius tentent d'échapper à des soudards des Provinces-Unies en se réfugiant à Franchimont. Ils y trouvent porte close !

- Au XVIIe siècle : le château est démilitarisé car face au progrès de l’artillerie il deviendrait possible de le bombarder depuis les collines avoisinantes (Sassor, Chawieumont, Jevoumont). Il ne sert principalement que de prison (rôle qu’il tiendra pour ces 5 ans jusqu’à la fin de l’Ancien Régime) et de résidence d’été pour le prince-évêque.

- 1676 : Louis XIV ordonne sa démolition mais, en fait, seule la tour d'artillerie sera partiellement détruite. Remarquons au passage que cette tour de 26 mètres de diamètre englobait l'emplacement actuel de l'entrée. La destruction partielle dont il est question ci-dessus permit donc le passage actuel vers la basse cour Nord.

- 1692 :  un tremblement de terre occasionne des dégâts aux cheminées et aux toitures.

- 1717 :  le tsar Pierre le Grand, venu prendre les eaux à Spa, visite Franchimont.

- 1724 : On signale des fêtes somptueuses au château.

- 1780 : le roi de Suède Gustave III visite le château.

- Le 7 septembre 1789 :  le château sert de lieu de réunion pour le Congrès de Polleur, berceau de la révolution liégeoise.

- Sous l’ère Napoléonienne : le château est saisi comme bien national et revendu à un entrepreneur qui l’exploitera comme carrière de pierre.

### 1800 à Aujourd'hui
- Au XIXe siècle : il sert de lieu d’excursion pour les curistes de Spa. Parmi eux de nombreux artistes de la période romantique, peintres, écrivains. Walter Scott viendra écrire et rêver à Franchimont (la région est notamment au cœur du roman Quentin Durward).

- 1899 :  les ruines deviennent propriété de l'État belge qui y fait réaliser des travaux de déblai à partir de 1901 par l'"architecte-archéologue" Fernand Lohest, sur l'ordre du ministre des Beaux-Arts. Des campagnes de dégagement et un peu de restauration ont lieu de 1901 à 1907.

- 1928 :  le Touring Club de Belgique rachète le château.

- 1936 : le château est classé.

- 1959 :  la Commune de Theux le rachète pour un franc symbolique.

- Depuis 1967 : le château est pris en mains par l'ASBL Compagnons de Franchimont qui a assuré des travaux de fouilles et des campagnes successives de restauration.

## Galerie

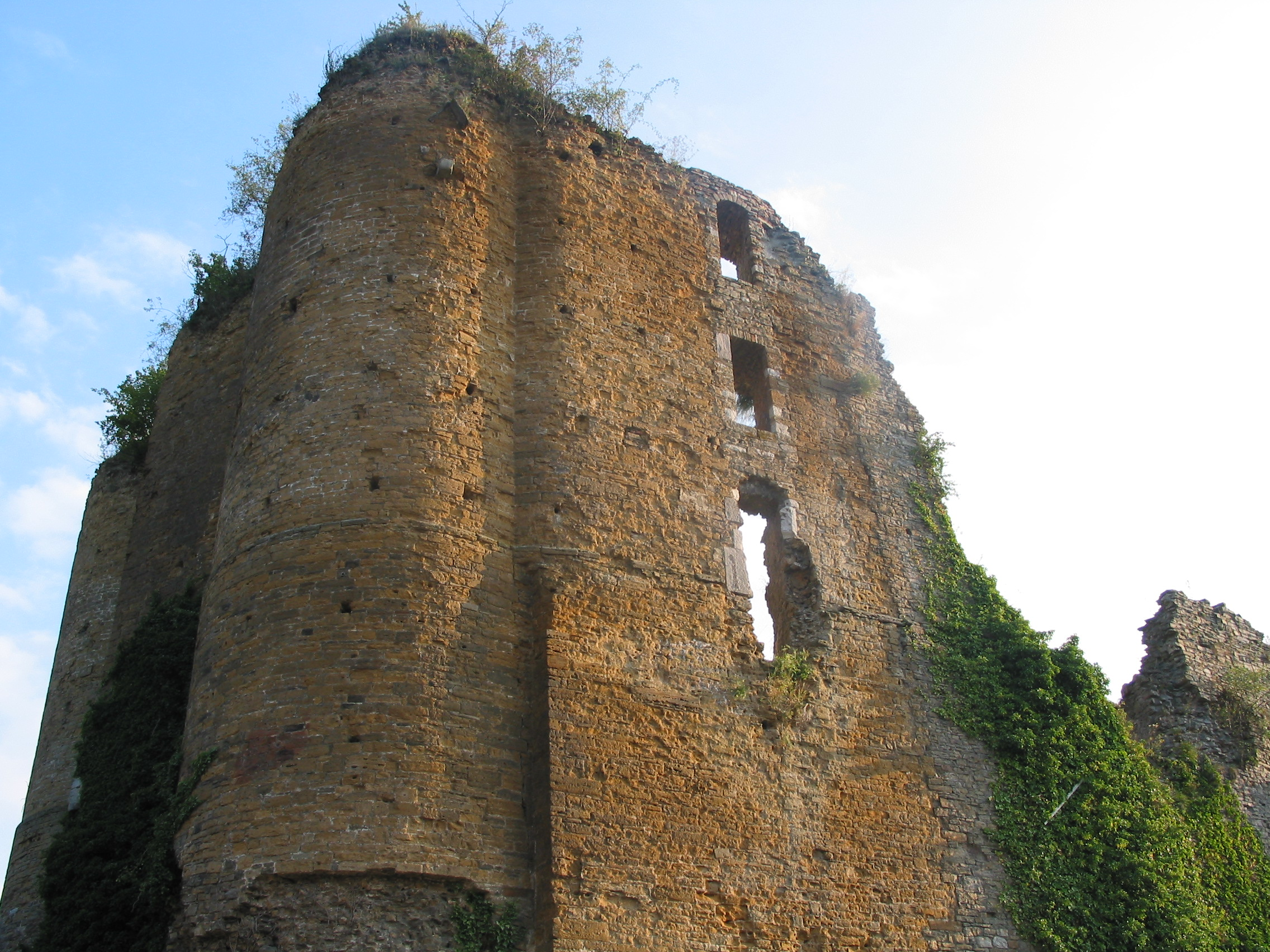
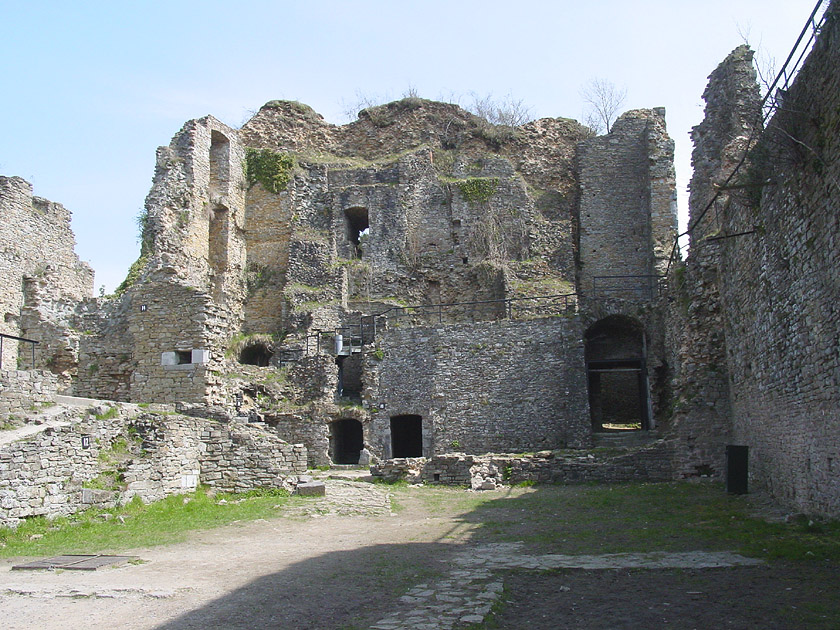
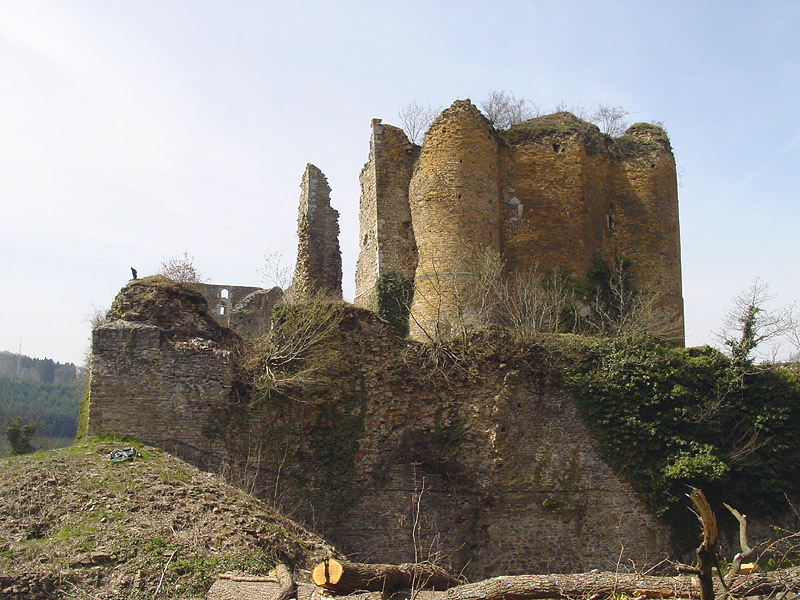
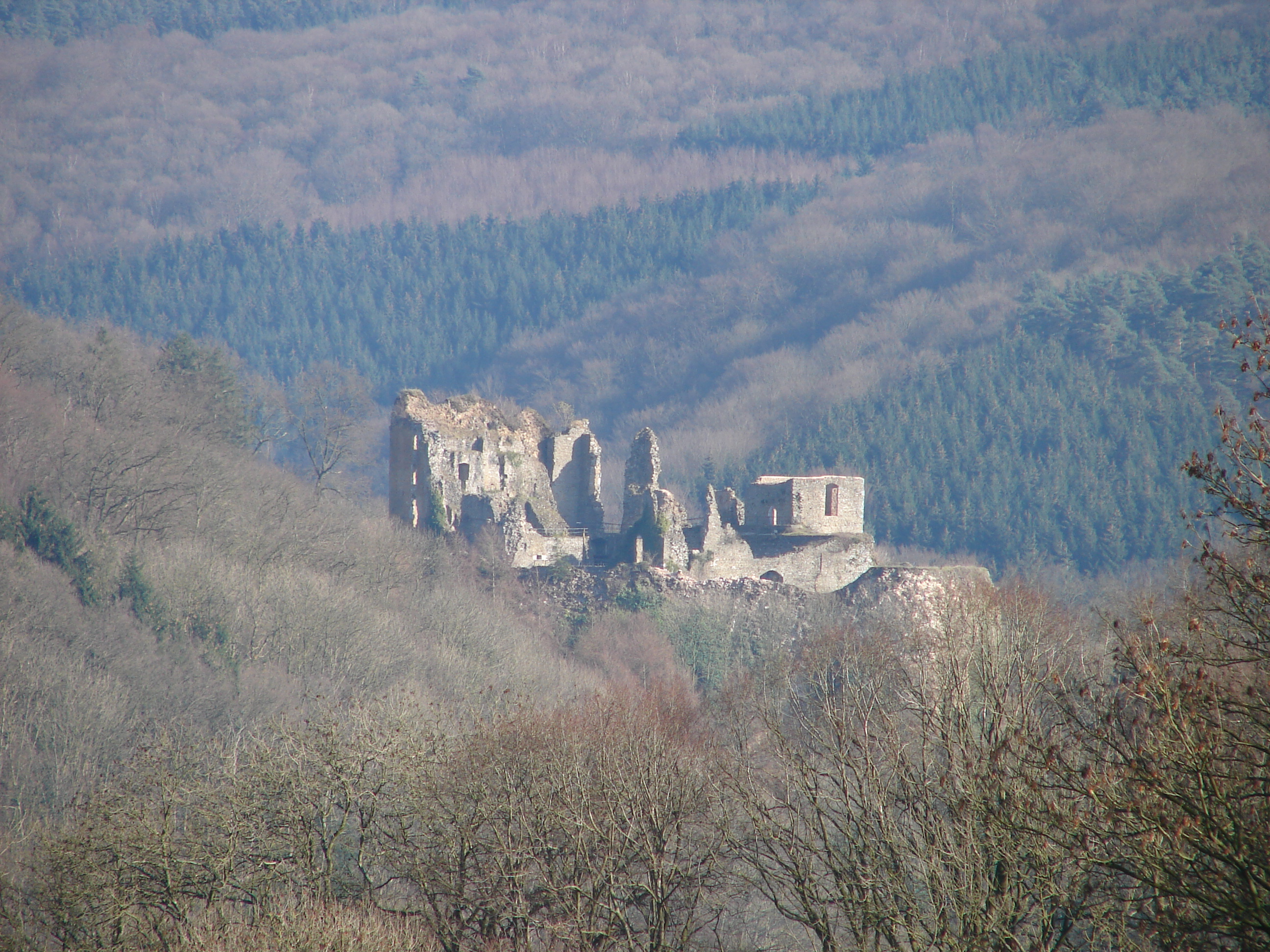
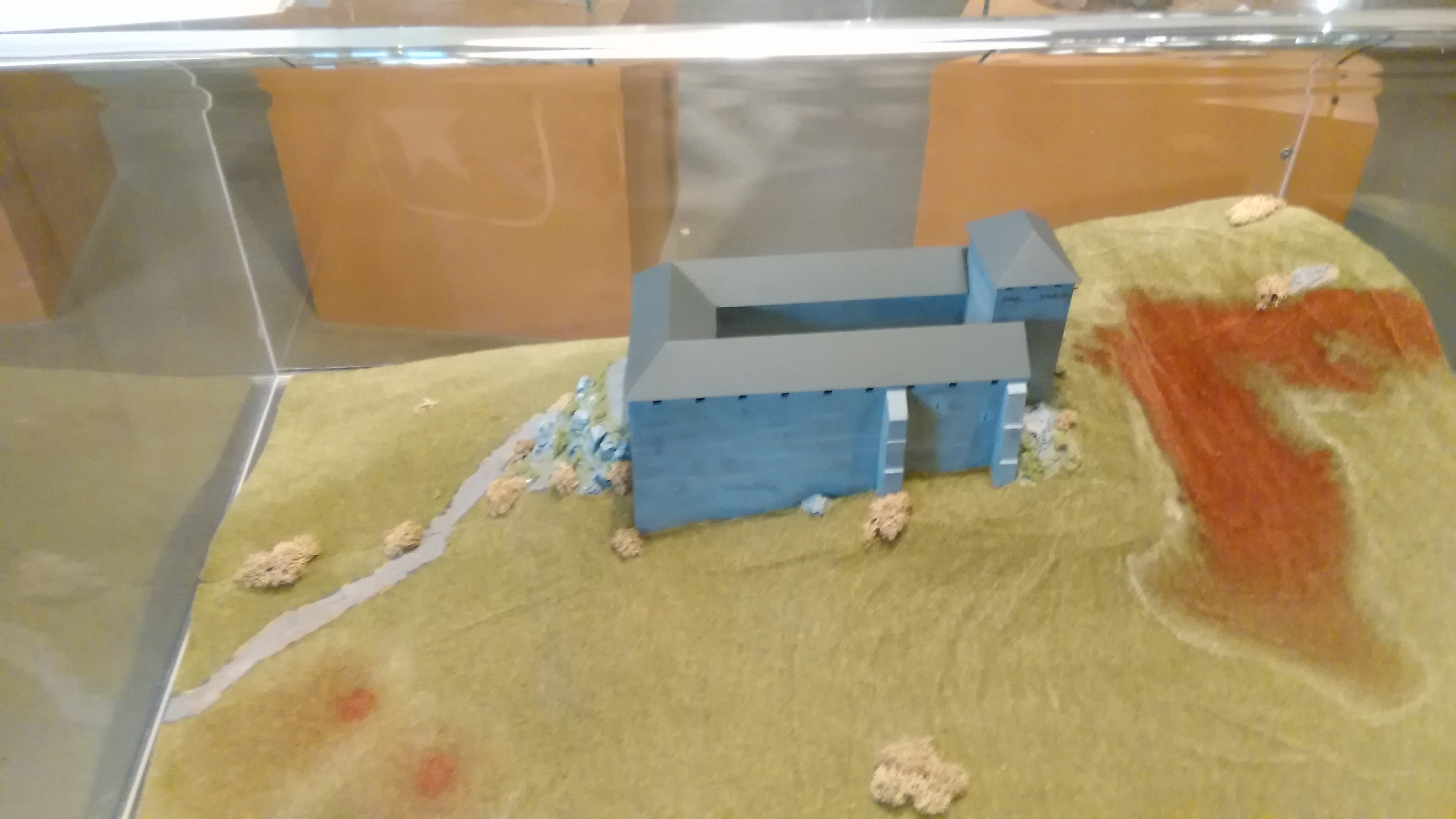
Maquette du château initial.
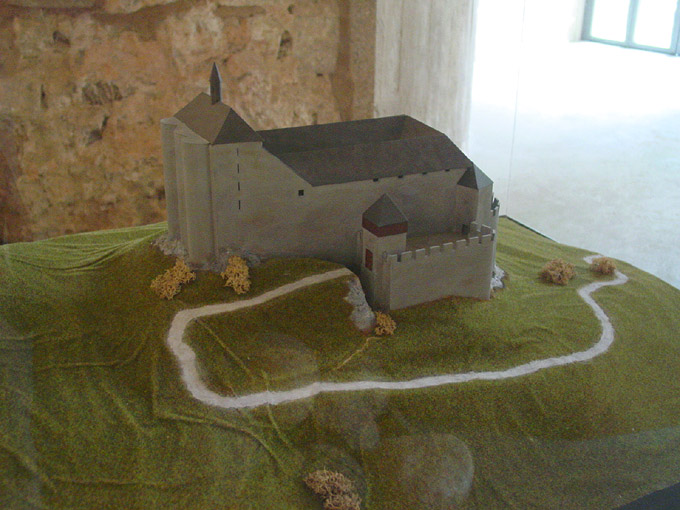
Maquette du château avant construction des remparts.
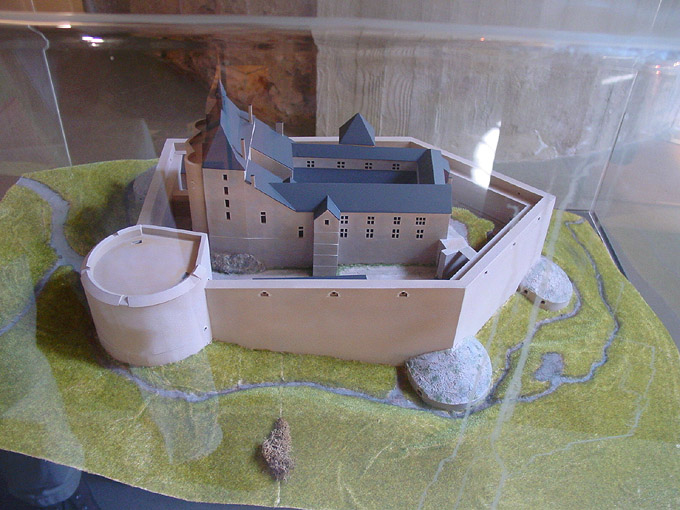
Maquette du château au XVIe siècle.
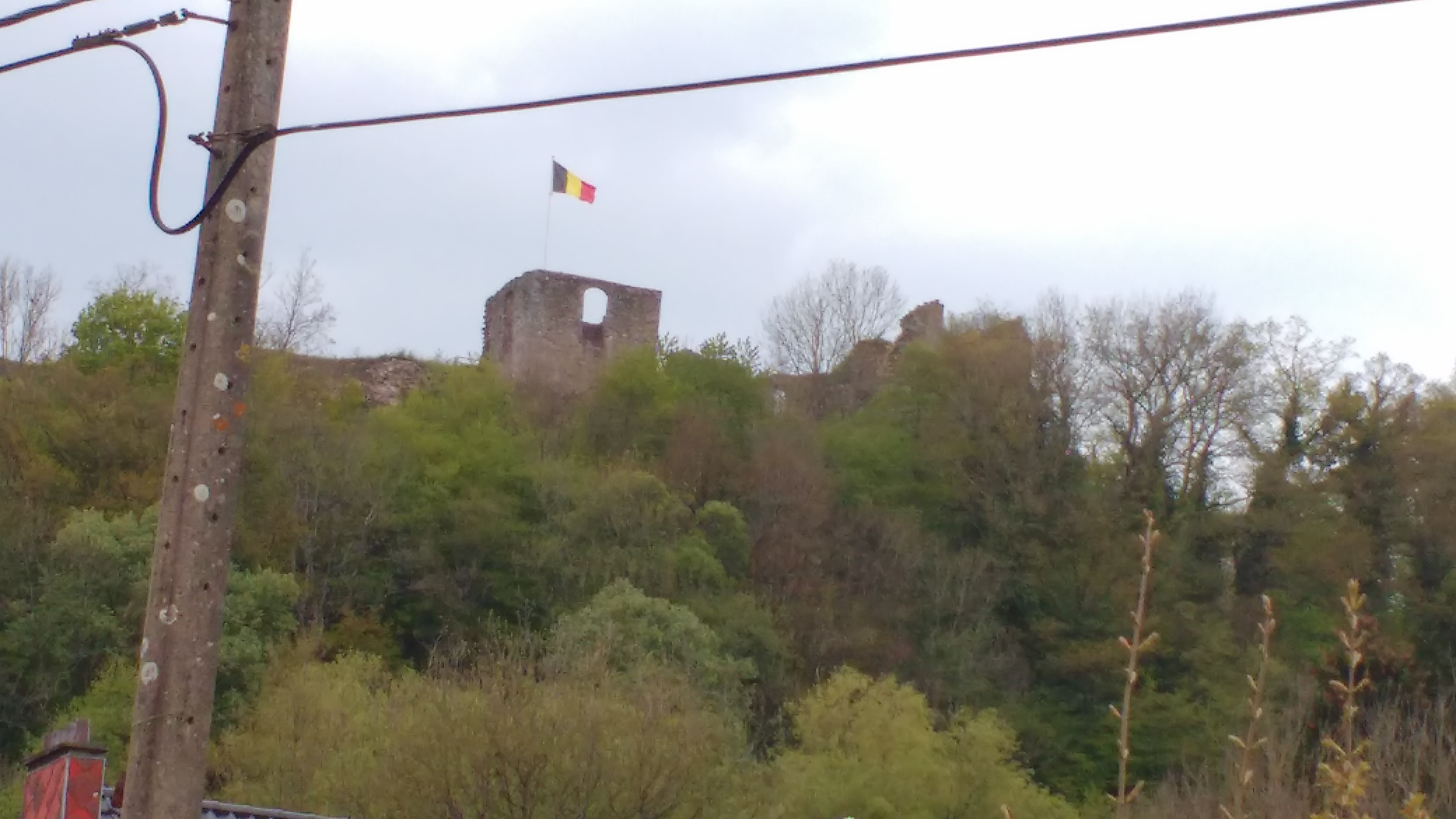
Château vu de la vallée.
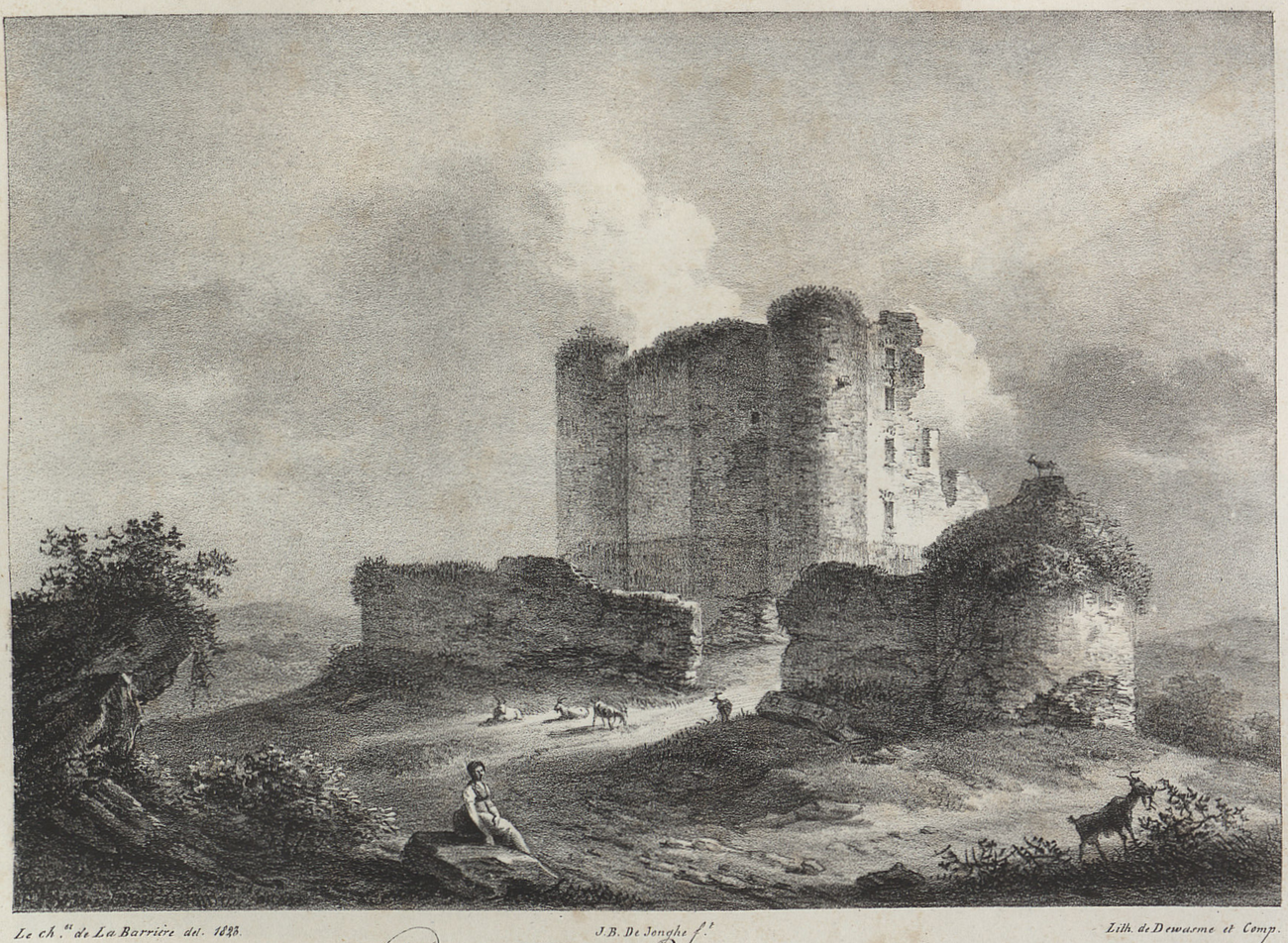
Le château selon une lithographie de Prosper de la Barrière (1823).